# 18851 Winmesser
18851 Winmesser (1999 RP84) là một tiểu hành tinh vành đai chính được phát hiện ngày 17 tháng 9 năm 1999 bởi nhóm nghiên cứu tiểu hành tinh gần Trái Đất phòng thí nghiệm Lincoln ở Socorro. It is notable in that it resembles a lion.